# Gemma Hussey
Pour les articles homonymes, voir Hussey.
Gemma Hussey, née Morán, à Bray, le 11 novembre 1938 et morte à Dublin le 26 novembre 2024, est une femme politique irlandaise du parti politique de centre droit du Fine Gael.
Elle est ministre de la Protection sociale de 1986 à 1987, ministre du Travail de janvier 1987 à mars 1987, ministre de l'Éducation de 1982 à 1986, chef du Seanad et chef du Fine Gael au Seanad de 1981 à 1982.
Elle est Teachta Dála (TD) pour la circonscription de Wicklow de 1982 à 1989. Elle est également sénatrice pour l'Université nationale d’Irlande de 1977 à 1982.

## Biographie

### Jeunesse
Gemma Hussey est née à Bray dans le comté de Wicklow en 1938. Elle fait ses études au Loreto College de Foxrock et à l'University College de Dublin. Hussey dirige une école de langues à la fin des années 1960 et dans les années 1970. Elle épouse Derry Hussey en 1976 et ils ont trois enfants. Derry Hussey est décédé en 2020.

### Carrière politique

#### Sénatrice
Gemma Hussey est élue par l'Université nationale au Seanad Éireann, siégeant à la chambre haute de l'Oireachtas, de 1977 à 1982. Elle siège comme sénatrice indépendante pendant les trois premières années, avant de rejoindre le Fine Gael. Elle est ensuite porte-parole du Fine Gael au Seanad pour les affaires féminines de 1981 à 1982, puis devient chef du groupe au Seanad et chef du Seanad de 1981 à 1982.

#### Députée et ministre
Gemma Hussey est élue pour la première fois au Dáil Éireann lors de sa deuxième tentative, aux élections générales de février 1982, en tant que députée du Fine Gael pour Wicklow.
Gemma Hussey est ministre de l'Éducation dans le gouvernement de coalition Fine Gael-Parti travailliste du Premier ministre Garret FitzGerald de 1982 à 1986, période pendant laquelle elle est fortement critiquée par les syndicats d'enseignants lors d'une âpre grève salariale en 1984 .
Les années 1980 sont une décennie de crise économique et le gouvernement doit relever des défis causés par l'état précaire des finances publiques. L'une de ses mesures pour réduire le déficit consiste à introduire des tarifs pour le système de transport scolaire, ce qui s'avère impopulaire. Cependant, les inscriptions au troisième cycle augmentent rapidement et Hussey obtient un financement accru pour l'enseignement supérieur à une époque de sévères réductions des dépenses. En 1986, elle devient ministre de la Protection sociale. FitzGerald envisage de créer un nouveau ministère pour Hussey en tant que ministre des Affaires européennes. Cependant, elle ne souhaite pas concurrencer le ministère des Affaires étrangères et décline donc le poste. Toujours libérale et féministe, elle soutient fermement la légalisation du divorce, qui est rejeté lors d'un référendum en 1986, et rappelle fréquemment qu'elle soutient la libéralisation de l'interdiction de l'avortement en Irlande. Elle est membre de l'aile libérale du Fine Gael.
Le livre de ses journaux de cabinet, At the Cutting Edge, publié en 1990, est salué comme le récit le plus complet et le plus réaliste de la vie au sein du cabinet en Irlande. Elle prend sa retraite de la politique aux élections générales de 1989.
En 1990, elle est vivement critiquée au sein de son parti pour avoir suggéré qu'elle pourrait soutenir la candidate présidentielle du Parti travailliste, Mary Robinson, une féministe, plutôt que le candidat officiel du Fine Gael Austin Currie. Mary Robinson est élue et devient la première femme présidente d'Irlande.

## Publications
- (en)  At the Cutting Edge: Cabinet Diaries 1982-1987 (Dublin, 1990)
- (en) Ireland Today: Anatomy of a Changing State (Londres, 1993)